# Pomáz
Pomáz – miasto na Węgrzech, w komitacie Pest. Populacja wynosi 17 066 osób (styczeń 2011). Miasto partnerskie polskiego Krzywinia.

## Miasta partnerskie
- Krzywiń